# Сьверчув (Нижньосілезьке воєводство)
Сьверчув (пол. Świerczów) — село в Польщі, у гміні Нехлюв Ґуровського повіту Нижньосілезького воєводства.
Населення — 57 осіб (2011).
У 1975-1998 роках село належало до Лешненського воєводства.

## Демографія
Демографічна структура станом на 31 березня 2011 року:
|          | Загалом | Допрацездатний вік | Працездатний вік | Постпрацездатний вік |
| -------- | ------- | ------------------ | ---------------- | -------------------- |
| Чоловіки | 32      | 11                 | 19               | 2                    |
| Жінки    | 25      | 6                  | 13               | 6                    |
| Разом    | 57      | 17                 | 32               | 8                    |